# 亨里克·特伦比茨基
亨里克·特伦比茨基（波蘭語：Henryk Trębicki，1940年10月22日—1996年6月8日），波兰男子举重运动员。他曾代表波兰参加1964年、1968年和1972年夏季奥林匹克运动会举重比赛，其中1968年奥运会获得一枚铜牌。